# Verónica Vieyra
Verónica Vieyra (Gualeguaychú, provincia de Entre Ríos; 24 de marzo de 1968) es una actriz y presentadora argentina. En televisión es reconocida por interpretar a villanas de telenovela.

## Televisión
| Ficciones | Ficciones                 | Ficciones                         |
| Año       | Título                    | Personaje                         |
| --------- | ------------------------- | --------------------------------- |
| 1986      | Inocente María            | Isela Gonzalez                    |
| 1987      | Despues del atardecer     | Irán                              |
| 1988      | Los porteños              | Margarita Santos                  |
| 1989      | La ultima esperanza       | Romina Quintero Carranza          |
| 1990      | Pacto de amistad          | Valeria                           |
| 1991      | De dolor y gloria         | Clara                             |
| 1992      | De cuerpo y alma          | Alma Samaniego Silva de Lombardo  |
| 1994      | Inconquistable corazón    | Belen Campos                      |
| 1994      | Sin Condena               |                                   |
| 1994-1995 | Montaña Rusa              | Marisa                            |
| 1995-1996 | Por siempre mujercitas    | Laura Levin                       |
| 1996      | Montaña rusa, otra vuelta | Marisa                            |
| 1997      | Naranja y media           | Ángeles "Lali" Zabala             |
| 1998-1999 | Muñeca brava              | Victoria "Vicky" Di Carlo Rapallo |
| 1999      | Cabecita                  | Yoli                              |
| 2001      | PH, propiedad horizontal  | Emma / Natalia                    |
| 2002-2003 | Máximo corazón            | Dr. Ana Ricci                     |
| 2004      | Panadería "Los Felipe"    | Renata                            |
| 2005      | Amor en custodia          | Noelia                            |
| 2005      | Se dice amor              | Carmen                            |
| 2007      | Mujeres de nadie          | Mercedes Jáuregui                 |
| 2008      | Patito feo                | Francisca Rodriguez               |
| 2013      | Farsantes                 | Carla                             |
| Programas |                           |                                   |
| Año       | Título                    | Rol                               |
| 2005      | La pareja ideal           | Conductora                        |

## Cine
| Año  | Título                       | Papel |
| ---- | ---------------------------- | ----- |
| 1995 | Facundo, la sombra del tigre | Alina |

## Teatro
- 2010-2011: India princesa del sol